# Залив Гвантанамо
Залив Гвантанамо (шпански: Bahía de Guantánamo) је залив који се налази у провинцији Гвантанамо на југистоку Кубе. Он је највећа лука на југу острва и окружен је стрмим брдима која га одсецају од оближње равнице. Сједињене Америчке Државе су преузеле територијалну контролу над јужним делом залива Гвантанамо под договором из 1903. Тренутна влада Кубе сматра присуство САД илегалним и инсистира да је Кубанско-Амерички споразум донесен под претњом силе и да крши међународни закон. У заливу се налазе навална база и војни затвор који припадају влади САД.

## Клима
Залив Гвантанамо има топлу степску климу према Кепеновој класификацији климата, са високим температурама током године. Падавине су ретке, тако да је он један од најсувљих региона Кубе.
| Клима Guantánamo Bay        | Клима Guantánamo Bay | Клима Guantánamo Bay | Клима Guantánamo Bay | Клима Guantánamo Bay | Клима Guantánamo Bay | Клима Guantánamo Bay | Клима Guantánamo Bay | Клима Guantánamo Bay | Клима Guantánamo Bay | Клима Guantánamo Bay | Клима Guantánamo Bay | Клима Guantánamo Bay | Клима Guantánamo Bay |
| Показатељ \ Месец           | .Јан.                | .Феб.                | .Мар.                | .Апр.                | .Мај.                | .Јун.                | .Јул.                | .Авг.                | .Сеп.                | .Окт.                | .Нов.                | .Дец.                | .Год.                |
| --------------------------- | -------------------- | -------------------- | -------------------- | -------------------- | -------------------- | -------------------- | -------------------- | -------------------- | -------------------- | -------------------- | -------------------- | -------------------- | -------------------- |
| Апсолутни максимум, °C (°F) | 35 (95)              | 35 (95)              | 33 (91)              | 35 (95)              | 37 (99)              | 37 (99)              | 39 (102)             | 37 (99)              | 37 (99)              | 38 (100)             | 39 (102)             | 35 (95)              | 39 (102)             |
| Максимум, °C (°F)           | 29 (85)              | 29 (85)              | 30 (86)              | 31 (87)              | 31 (88)              | 32 (90)              | 33 (91)              | 33 (92)              | 33 (91)              | 32 (89)              | 31 (88)              | 30 (86)              | 31 (88)              |
| Минимум, °C (°F)            | 20 (68)              | 20 (68)              | 21 (70)              | 22 (72)              | 23 (74)              | 24 (76)              | 24 (76)              | 24 (76)              | 24 (76)              | 24 (75)              | 23 (73)              | 21 (70)              | 22,5 (72,8)          |
| Апсолутни минимум, °C (°F)  | 13 (55)              | 13 (55)              | 16 (61)              | 17 (63)              | 18 (64)              | 20 (68)              | 21 (70)              | 20 (68)              | 19 (66)              | 18 (64)              | 16 (61)              | 13 (55)              | 13 (55)              |
| Количина падавинаcm (in)    | 3 (1)                | 2,3 (0,9)            | 3 (1,2)              | 3,3 (1,3)            | 9,1 (3,6)            | 5,3 (2,1)            | 2,8 (1,1)            | 4,8 (1,9)            | 8 (3)                | 13 (5,1)             | 4,6 (1,8)            | 2,8 (1,1)            | 61,5 (24,2)          |
| Извор: Weatherbase          |                      |                      |                      |                      |                      |                      |                      |                      |                      |                      |                      |                      |                      |

## Америчка контрола залива Гвантанамо
САД је први пут освојио залив Гвантанамо и успоставио морнаричку базу 1898. током шпанско-америчког рата у бици код залива Гвантанамо. 1903, САД и Куба су потписале споразум који је дозвољавао САД дозволу да користе подручје као станицу за бродове и угаљ.